# Foteiná
Foteiná är en ort i Grekland.   Den ligger i prefekturen Nomós Pierías och regionen Mellersta Makedonien, i den norra delen av landet, 280 km norr om huvudstaden Aten. Foteiná ligger 322 meter över havet och antalet invånare är 464.
Terrängen runt Foteiná är kuperad österut, men västerut är den bergig. Runt Foteiná är det ganska glesbefolkat, med 34 invånare per kvadratkilometer. Närmaste större samhälle är Kateríni, 17,3 km öster om Foteiná. I omgivningarna runt Foteiná växer i huvudsak blandskog.